# Hanns von Krannhals
Hanns Detlef Karsten von Krannhals (* 8. September 1911 in Riga, Gouvernement Livland, Kaiserreich Russland; † 24. März 1970 in Lüneburg) war ein deutscher Historiker, Übersetzer, Autor und Grafiker.

## Leben
Krannhals wurde als Sohn eines Leutnants geboren und betätigte sich nach dem Abschluss an einem Realgymnasium für kurze Zeit als Maler und Grafiker. Anschließend studierte er Osteuropäische Geschichte an der Christian-Albrechts-Universität zu Kiel, der Albertus-Universität Königsberg, der Albert-Ludwigs-Universität Freiburg und schlussendlich an der Technischen Hochschule in Danzig, an der er unter dem Namen Detlef Krannhals mit der Dissertation Danzig und der Weichselhandel in seiner Blütezeit vom 16. zum 17. Jahrhundert promovierte. Dort wurde er Assistent von Walther Recke und später Leiter einer Forschungsstelle, bevor er eingezogen wurde. In den Adressbüchern von Danzig der Jahre 1940 bis 1941/42 wird er unter dem Namen Detlef Krannhals als Leiter des Pressestelle des Reichsstatthalters bezeichnet.
Im Jahre 1953 wurde er in der Ost-Akademie in Lüneburg Dozent. In den folgenden Jahren machten ihn seine Arbeiten über osteuropäische Themen und seine Übersetzungen aus dem Polnischen, Englischen und Französischen bekannt. Sein Buch Der Warschauer Aufstand 1944 aus dem Jahre 1962 ist in mehreren Neuauflagen erschienen.

## Veröffentlichungen
- Danzig und der Weichselhandel in seiner Blütezeit vom 16. zum 17. Jahrhundert, Dissertation, 1942.
- Die Notbrücke. Erzählung. Drei-Säulen-Verlag, Bad Wörishofen 1948.
- als Mitherausgeber: Wir von der Weichsel und Warthe. Akademischer Gemeinschaftsverlag, Salzburg 1950.
- Westpreussen und die Weichsel. Holzner, Kitzingen am Main 1954.
- Der Warschauer Aufstand von 1944. Bernard & Graefe, Verlag für Wehrwesen, Frankfurt am Main 1962. (Nachdruck: Ars Una, Neuried 2000, ISBN 3-89391-931-7)

als Übersetzer
- T. E. Lawrence: Mosaik meines Lebens. Aus Briefen, Werken und anderen Dokumenten ausgewählt und mit einer Einführung von David Garnett. List, München 1952.
- Bertrand Russell: Wissenschaft wandelt das Leben. List, München 1953.
- T. E. Lawrence: Unter dem Prägestock. List, München 1953.
- Louis Pauwels: Gurdjew, der Magier. List, München 1956. (Neuauflage: Scherz, Bern/München 1974, ISBN 3-502-13564-9; Goldmann Taschenbuch, München 1981, ISBN 3-442-11718-6)

## Hörspiele
- 1958: Umgehungsstraße – Regie: Heinrich Koch, mit Walter A. Kreye, Ruth Bunkenburg, Hildegard Simons, Bernd Wiegmann, Klaus Herbert Kosky, Hinnerk Gronau (RB)
- 1960: De Plättmaschin – Regie: Bernd Wiegmann, mit Gesa Clasen, Hans Robert Helms, Erika Rumsfeld, Ruth Bunkenburg, Hermann Menschel, Otto Lüthje (RB)